# 줄리아 미켈리니
줄리아 미켈리니(Giulia Michelini, 1985년 6월 2일 ~ )는 이탈리아의 배우이다.

## 출연 작품
- 데얼스 노 플레이스 라이크 홈 (2018)
- 달에 가 본적이 있나요 (2015)
- 패스튼 유어 시트벨츠 (2014)
- 호시즈 (2011)
- 헤이피버 (2010)
- 원대한 꿈 (2009)